# مسرح الحديقة الشتوية
مسرح الحديقة الشتوية هو مسرح برودواي ويقع في 1634 برودواي وتقع بين شوارع 50 و 51 في وسط مانهاتن. يتسعُ المسرح لـ 1526 شخصًا وتم افتتاحه بتاريخ 10 مارس 1911.